# Großkanonisches Ensemble
Das großkanonische Ensemble beschreibt eine Verallgemeinerung des kanonischen Ensembles, bei dem ein System neben Energiefluktuationen auch Teilchenfluktuationen unterliegt.  Zum Beispiel kann eine solche veränderliche Teilchenanzahl durch den Austausch von Teilchen mit der Umgebung realisiert werden.
Die im großkanonischen Ensemble gegebenen Zustandsvariablen sind die Temperatur {\displaystyle T}, Volumen {\displaystyle V} und chemisches Potential {\displaystyle \mu }.
Die großkanonische Zustandssumme kann geschrieben werden als:
{\displaystyle Z_{g}=\sum _{N=0}^{\infty }{\frac {1}{N!(2\pi \hbar )^{3N}}}\int \mathrm {e} ^{-\beta [H(p,x)-\mu N]}\,\mathrm {d} ^{3N}x\,\mathrm {d} ^{3N}p}.
Dabei bezeichnet
- {\displaystyle \hbar } die reduzierte Planck-Konstante,
- {\displaystyle \beta =1/(k_{\mathrm {B} }T)} die inverse Temperatur mit der Boltzmann-Konstante {\displaystyle k_{\mathrm {B} }} und
- {\displaystyle H} die Hamiltonfunktion des Systems.

Die großkanonische Zustandssumme kann aus der kanonischen Zustandssumme {\displaystyle Z_{k}} mittels
{\displaystyle Z_{g}(\mu ,V,T)=\sum _{N=0}^{\infty }Z_{k}(N,V,T)\,\mathrm {e} ^{\beta \mu N}}
berechnet werden. Im thermodynamischen Gleichgewicht gilt folgender Zusammenhang zum großkanonischen Potential:
{\displaystyle \Omega (\mu ,V,T)=-{\frac {\ln Z_{g}}{\beta }}}.
Dies erlaubt mithilfe des Differentials des großkanonischen Potentials {\displaystyle \mathrm {d} \Omega =-S\mathrm {d} T-N\mathrm {d} \mu -p\mathrm {d} V} die thermodynamischen Größen Entropie, Teilchenzahl und Druck im Gleichgewicht zu berechnen:
{\displaystyle S=-{\frac {\partial \Omega }{\partial T}}{\biggr |}_{\mu ,V},\quad N=-{\frac {\partial \Omega }{\partial \mu }}{\biggr |}_{T,V},\quad p=-{\frac {\partial \Omega }{\partial V}}{\biggr |}_{T,\mu }}.